# Chirel
Der Chirel, auch Kirel, ist ein gut zwölf Kilometer langer Gebirgsbach im Diemtigtal und im Kanton Bern. Er ist ein südlicher und rechter Zufluss der Simme.

## Name
Der Name erscheint erstmals im Jahr 1352 als an Kirle. Er stammt wahrscheinlich aus dem Keltischen und bedeutet wohl „dunkler Bach“ (britannisch *kēro- „dunkel“).

## Geographie

### Verlauf
Der Chirel entspringt auf einer Höhe von 1400 m ü. M. bei einem Schiessplatz in der Hintersten Chirel zwischen dem 1734 m ü. M. hohen Chirelschafberg im Westen und der 2357 m ü. M. Wyssi Flue im Osten.
Er fliesst in Richtung Norden durch das zum grössten Teil bewaldete Diemtigtal zunächst am östlichen Fusse des 1708 m ü. M. hohen Schwarzebergs entlang und wird dort auf seiner rechten Seite von dem aus dem Südosten kommenden Pletschebächli gespeist. Bei Horboden fliesst ihm dann von links der dort wasserreichere Fildrich zu.
Der Chirel zwängt sich nun zwischen dem Soumewald auf der linken Seite und dem Wattfluewald durch ein enges Tal und nimmt dort von rechts den Goldbach auf und mündet schliesslich in Oey-Diemtigen auf einer Höhe von 670 m ü. M. von rechts in die Simme.
Sein etwa 12,2 km langer Lauf endet ungefähr 845 Höhenmeter unterhalb seiner Quelle, er hat somit ein mittleres Sohlgefälle von 69 ‰.

### Einzugsgebiet
Das 128,7 km² grosse Einzugsgebiet des Chirels liegt im Diemtigtal und wird über die Simme, die Kander, die Aare und den Rhein zur Nordsee entwässert.
Es grenzt
- im Osten an das Einzugsgebiet der Kander, die über den Thunersee in die Aare mündet;
- im Südosten an das des Kander-Zuflusses Engstlige;
- im Süden an das des Färmelbachs, der in die Simme mündet;
- im Südwesten an die Einzugsgebiete der beiden Simme-Zuflüsse Betelriedgraben und Mariedgraben;
- im Westen an das des Goldbachs, auch ein Zufluss der Simme und
- im Nordwesten an die Einzugsgebiete des Eigrabens, des Chlosterbachs und des Steinibachs, die alle in die Simme münden.

Das Einzugsgebiet besteht zu 29,0 % aus bestockter Fläche, 49,0 % aus Landwirtschaftsfläche, zu 1,4 % aus Siedlungsfläche, zu 0,2 % aus Gewässerfläche und zu 20,4 % aus unproduktiven Flächen.
Die mittlere Höhe des Einzugsgebietes beträgt 1636 m ü. M., die minimale Höhe liegt bei 667 m ü. M. und die maximale Höhe bei 2647 m ü. M.

### Zuflüsse
Zuflüsse des Chirel werden von der Quelle zur Mündung mit Länge in km, Einzugsgebiet in km² und Mittleren Abfluss (MQ) in m³/s aufgeführt. Die Namen der Zuflüsse stammen vom Geoportal Kanton Bern und die Daten kommen vom Geosystem Swisstopo.
- Ramsegräbli (links), 2,4 km, 2,99 km²
- Schryendgrabe (rechts), 2,8 km, 2,93 km²
- Zigerbodebächli (rechts), 1,1 km
- Pletschebächli (rechts), 3,5 km, 2,19 km²

Zuflüsse des Chirels
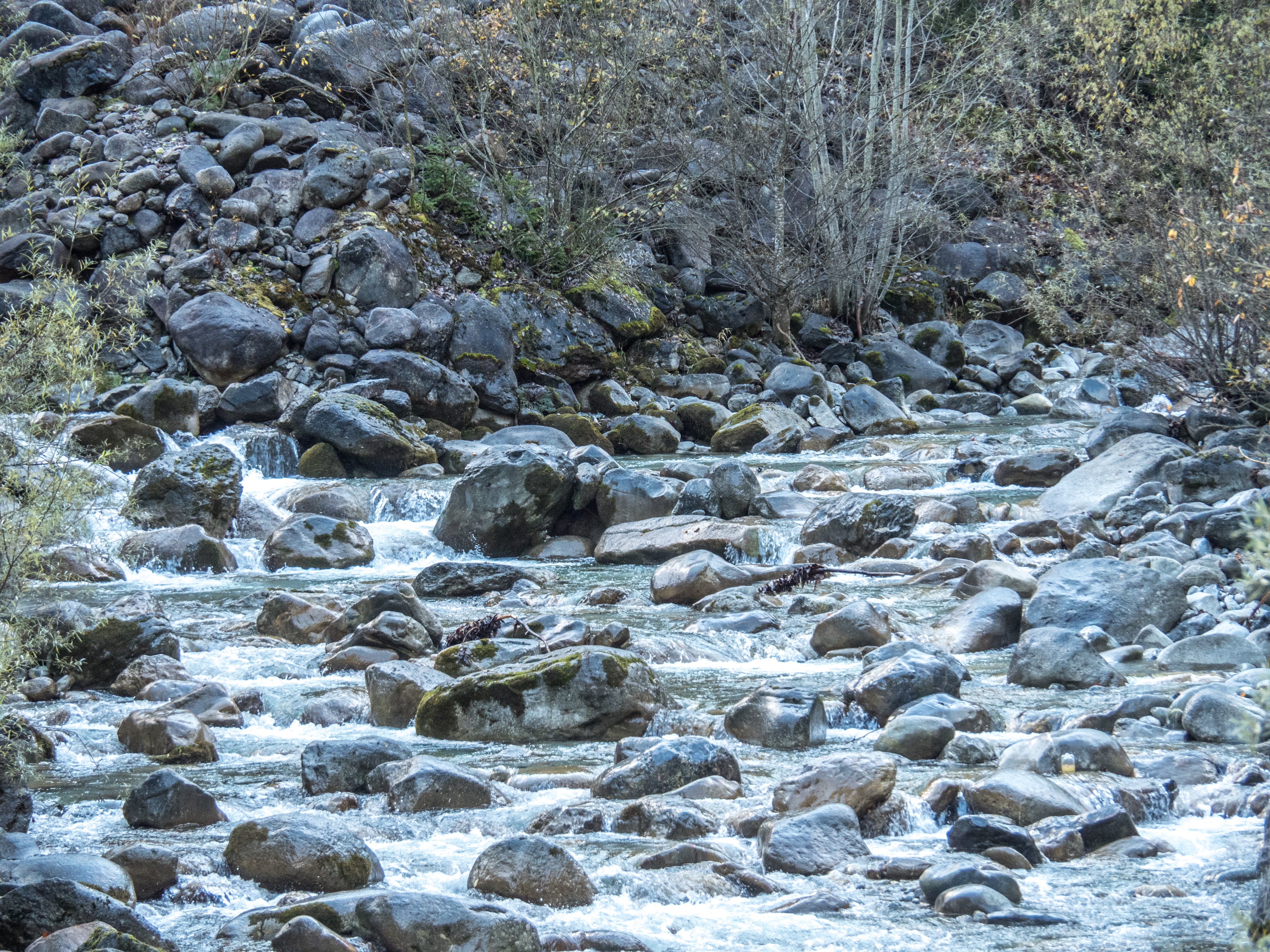
Mündung des Fildrichs in den Chirel bei Horboden
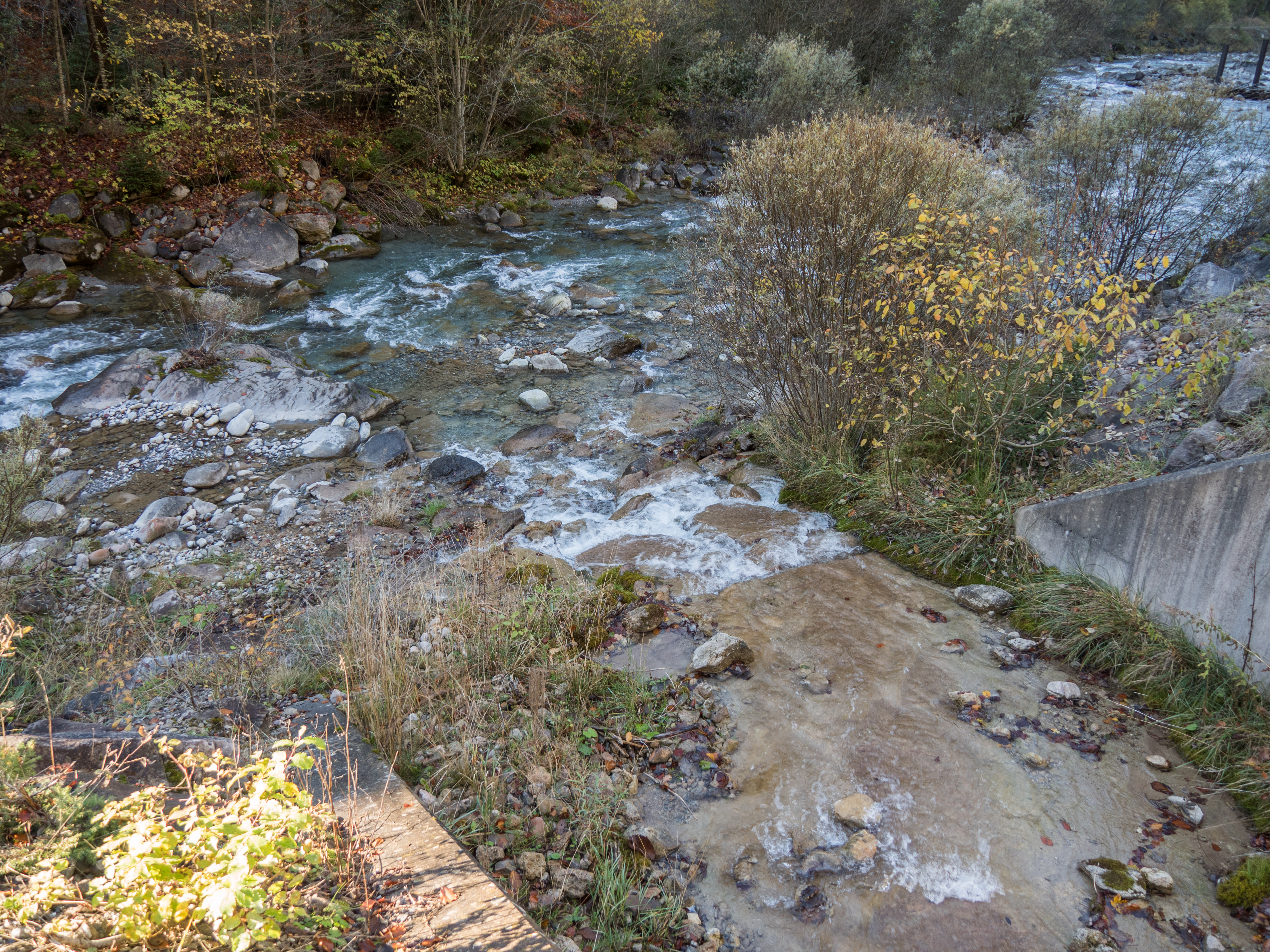
Mündung des Goldbachs in den Chirel bei Grund in Diemtigen

- Jungsgrabe (rechts), 0,5 km
- Portbächli (rechts), 0,2 km
- Chlosebächli (rechts), 3,3 km, 3,12 km²
- Fildrich (links), 17,4 km, 86,77 km², 2,54 m³/s
- Teuffebach (rechts), 3,8 km, 3,06 km²
- Rütigrabe (rechts), 1,1 km, 1,75 km²
- Schmittegräbli (rechts), 0,3 km
- Brüggbach (rechts), 1,0 km
- Wattfluegräbli (rechts), 0,2 km
- Goldbach (rechts), 3,3 km, 3,75 km², 0,11 m³/s
- Rossgrabe (rechts), 0,4 km

## Hydrologie

### Hydrologischer Hauptstrang
Direkter Vergleich der beiden Oberläufe am Zusammenfluss:
| Name     | Länge [in km] | EZG [in km²] | MQ [in m³/s] |
| -------- | ------------- | ------------ | ------------ |
| Chirel   | 08,0          | 28,61        | 0,88         |
| Fildrich | 17,4          | 86,77        | 2,54         |

Der längere Fildrich hat auch des grössere Einzugsgebiet und ist wasserreicher. Er ist somit der hydrologische Hauptstrang des Flusssystems Chirel. Die Gesamtlänge des Strangs Chirel-Fildrich beträgt 21,3 km.

### Abflussdaten
An der Mündung des Chirels in die Simme beträgt seine modellierte mittlere Abflussmenge (MQ) 3,75 m³/s. Sein Abflussregimetyp ist nival alpin und seine Abflussvariabilität beträgt 18.
Der  modellierte monatliche mittlere Abfluss (MQ) des Chirels in m³/s

### Hochwasser 2005

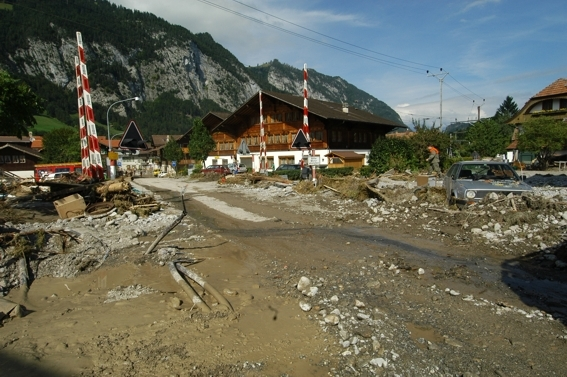
Diemtigen nach dem Hochwasser des Chirel im August 2005

Während des Hochwasser 2005 wurde aus dem eigentlich harmlosen Bergbach ein zerstörerischer Fluss: Nach 48 Stunden ununterbrochenen Dauerregens stieg der Pegel des Bergbaches im August 2005 so hoch an, dass das Dorf Oey zerstört wurde. Es wurde viereinhalb Tage lang überschwemmt, da der Bachlauf auf der gesamten Länge des Dorfes mit Schwemmholz und Geschiebematerial verstopft war. Die Verbindungsstrasse ins hintere Diemtigtal wurde grösstenteils weggespült. Nach diesem Ereignis wurde der Bach neu verbaut, neue Dämme errichtet und der Bachlauf verbreitert. Genau 100 Tage nach dem Ereignis konnte die Verbindungsstrasse zwischen Oey und Horboden wiedereröffnet werden, noch 2009 allerdings wurde eine Brücke in Oey erneuert. Es entstanden Schäden von rund drei Milliarden Schweizer Franken.

## Ökologie
Der Fluss weist eine weitgehend natürliche oder naturnahe Ökomorphologie auf, nur im letzten Kilometer vor der Mündung in die Simme sind grössere Verbauungen zur Hochwasservorsorge für das Kulturland und das Dorf Oey vorhanden. Die Wasserqualität ist weitgehend sehr gut, der Chirel gilt als unbelastet.
Als Vertreter der Fischfauna leben im Chirel hauptsächlich Bachforellen; selten auch Regenbogenforellen und andere Salmoniden, im Unterlauf vereinzelte Groppen.

## Nutzung

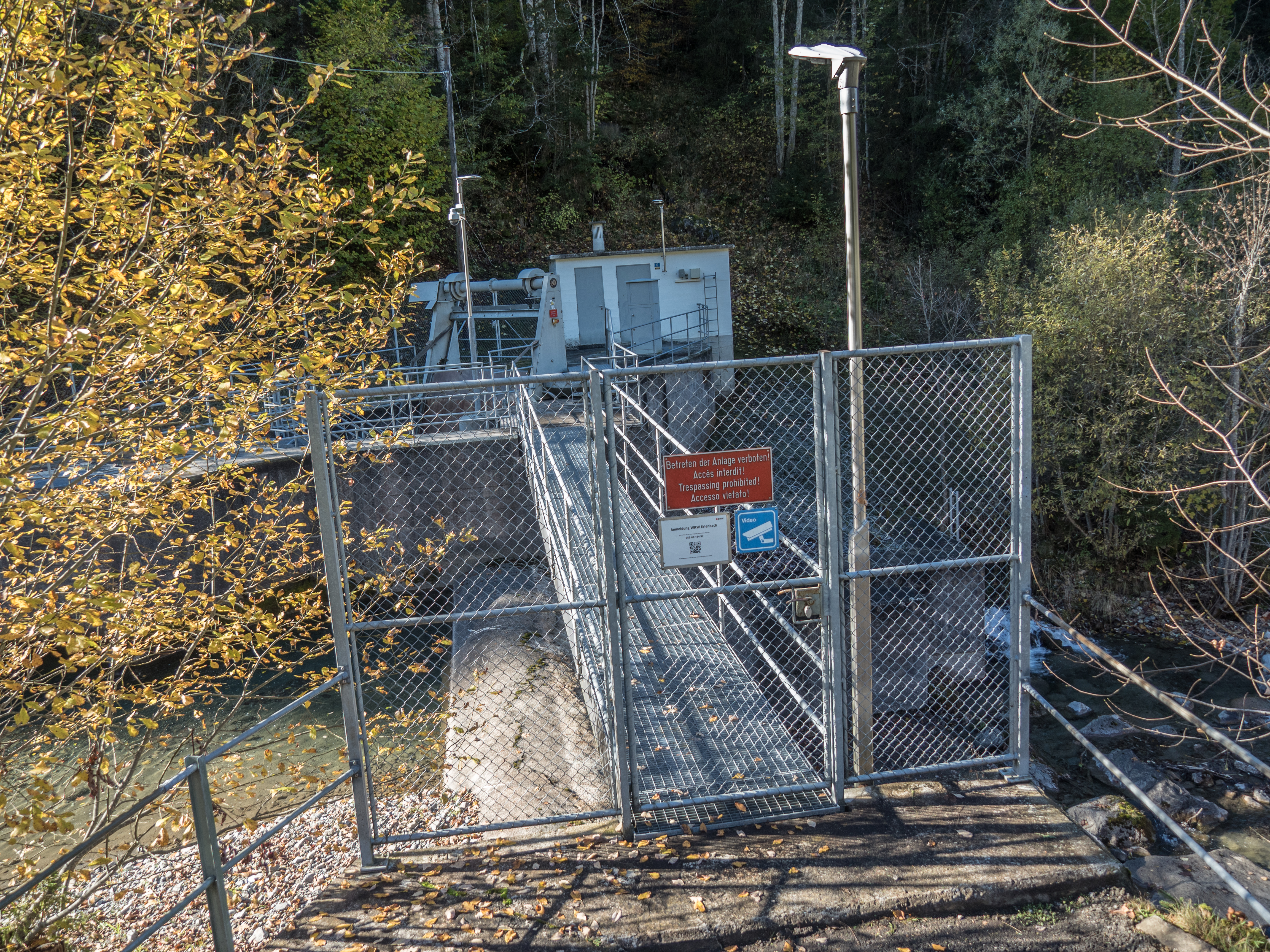
Entnahmestelle-Steg bei Riedere

Wie viele Schweizer Gewässer wird auch der Chirel zur Energiegewinnung genutzt; in seinem Verlauf gibt es zwei Wasserentnahmestellen, an einer von ihr wird über 50 % der mittleren Wassermenge entnommen: Diese Entnahmestelle liegt im Oberlauf bei Riedere auf 1077 m ü. M., von dort wird das Wasser durch ein Stollensystem über den Ägelsee in die Simme bei Wimmis geleitet. Durch das Ableiten des Wassers entsteht eine sogenannte Restwasserstrecke, die über die Hälfte des Flusslaufs umfasst. Eine kleinere Entnahmestelle liegt unterhalb von Horbode auf rund 780 m ü. M. im Unterlauf.
Darüber hinaus wird der Chirel zur Angelfischerei genutzt.

## Brücken

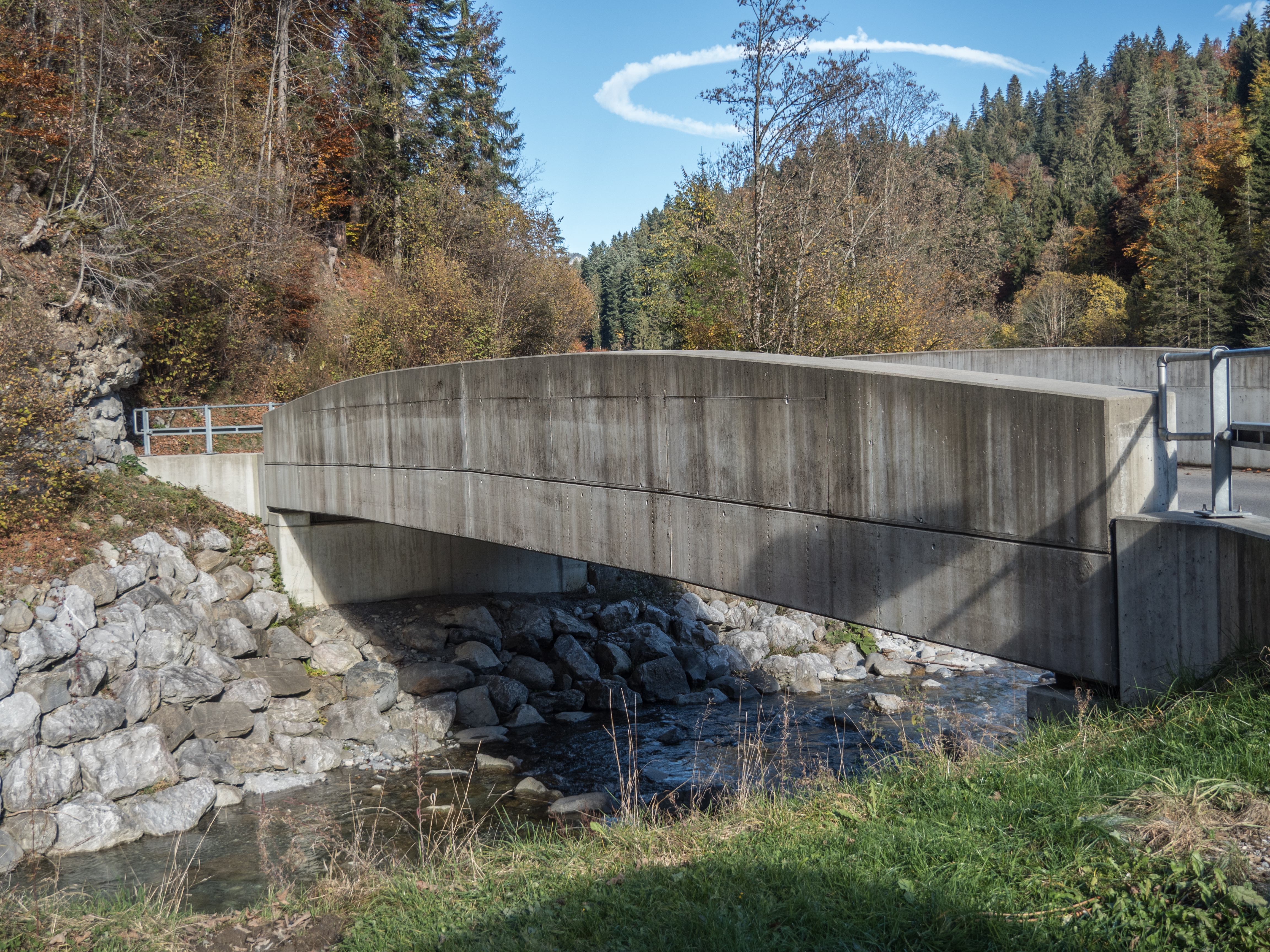
Die Horbodenbrücke wurde 2017/18 gebaut.

Der Gebirgsbach wird von rund 30 Brücken überquert.